# Denmark International 2024
Die Denmark International 2024 im Badminton fanden vom 8. bis zum 11. Mai 2024 in Farum unter dem vollständigen Namen STATE Denmark Challenge 2024 presented by RSL statt. Es war die fünfte Auflage dieses Turnieres.

## Sieger und Platzierte
| Disziplin    | Gold                                    | Silber                         | Bronze                                    |
| ------------ | --------------------------------------- | ------------------------------ | ----------------------------------------- |
| Herreneinzel | Yushi Tanaka                            | Alex Lanier                    | Mads Christophersen                       |
| Herreneinzel | Yushi Tanaka                            | Alex Lanier                    | Magnus Johannesen                         |
| Dameneinzel  | Riko Gunji                              | Hina Akechi                    | Imad Farooqui Samiya                      |
| Dameneinzel  | Riko Gunji                              | Hina Akechi                    | Anupama Upadhyaya                         |
| Herrendoppel | William Kryger Boe Christian Faust Kjær | Lau Yi Sheng Lee Yi Bo         | Rory Easton Alex Green                    |
| Herrendoppel | William Kryger Boe Christian Faust Kjær | Lau Yi Sheng Lee Yi Bo         | Yuto Noda Kota Ogawa                      |
| Damendoppel  | Laksika Kanlaha Phataimas Muenwong      | Kokona Ishikawa Mio Konegawa   | Ridya Aulia Fatasya Kelly Larissa         |
| Damendoppel  | Laksika Kanlaha Phataimas Muenwong      | Kokona Ishikawa Mio Konegawa   | Natasja P. Anthonisen Alyssa Tirtosentono |
| Mixed        | Jesper Toft Clara Graversen             | Marcus Rindshøj Malena Norrman | Callum Hemming Estelle van Leeuwen        |
| Mixed        | Jesper Toft Clara Graversen             | Marcus Rindshøj Malena Norrman | Pakkapon Teeraratsakul Phataimas Muenwong |